# Phyllogomphus moundi
Phyllogomphus moundi là loài chuồn chuồn trong họ Gomphidae. Loài này được Fraser mô tả khoa học đầu tiên năm 1960.